# Моја велика мрсна православна свадба
Моја велика мрсна православна свадба (енгл. My Big Fat Greek Wedding) америчка је романтична комедија из 2002. године. Режију потписује Џоел Звик, по сценарију Није Вардалос, која глуми Гркињу која се заљубљује у белог англосаксонског протестанта Ијана Милера (Џон Корбет). Добио је позитивне рецензије критичара и био номинован за Оскара за најбољи оригинални сценарио.
Постао је романтична комедија са највећом зарадом свих времена и то је остао 14 година, док га 2016. године није престигао филм Певајмо. Зарадио је 241,4 милиона долара у Северној Америци, иако никада није заузео прво место на недељним бокс офис извештајима.
Изнедрио је франшизу, коју чине серија Мој велики мрсни православни живот из 2003. и филмски наставак Моја велика мрсна православна свадба 2 из 2016. године. Трећи филм, Моја велика мрсна православна свадба 3, приказан је 2023. године.

## Радња
Млада Гркиња Фотула „Тула” Портокалос, ћерка власника грчког ресторана Зорба, заљубљује се у младића који није Грк, већ бели англосаксонски протестант. Она живи у прилично затвореној породици, која се дружи само са осталим Грцима емигрантима. Упорношћу је натерала оца да јој дозволи да студира, али су много већи проблеми настали када је породицу упознала са својим младићем. Тула је у процепу између традиције и породичног наслеђа с једне стране и љубави према младићу с друге.

## Улоге
| Глумац             | Улога             |
| ------------------ | ----------------- |
| Нија Вардалос      | Тула Портокалос   |
| Џон Корбет         | Ијан Милер        |
| Лејни Казан        | Марија Портокалос |
| Мајкл Константајн  | Гас Портокалос    |
| Андреа Мартин      | тета Вула         |
| Луис Мендилор      | Ник Портокалос    |
| Џија Каридес       | Ники              |
| Џери Мендичино     | Таки              |
| Џои Фатон          | Анђело            |
| Бес Мајслер        | бака              |
| Ставрула Логотетис | Атина Портокалос  |
| Ијан Гомез         | Мајк              |
| Брус Греј          | Родни Милер       |
| Фиона Рид          | Харијет Милер     |
| Џејн Иствуд        | госпођа Вајт      |